# Miljanovac
Miljanovac – wieś w Chorwacji, w żupanii bielowarsko-bilogorskiej, w gminie Sirač. W 2021 roku liczyła 103 mieszkańców.